# Nathan N'Goumou
Nathan N'Goumou Minpole (Toulouse, Francia, 14 de marzo del 2000) es un futbolista francés que juega de centrocampista en el Borussia Mönchengladbach de la Bundesliga.

## Trayectoria
Comenzó su carrera deportiva en el Toulouse F. C., en el que debutó como profesional el 24 de mayo de 2019, en un partido de la Ligue 1 frente al Dijon FCO.
El 30 de agosto de 2022 fichó por el Borussia Mönchengladbach de la Bundesliga alemana.

## Selección nacional
Ha sido internacional sub-19 y sub-21 con la selección de fútbol de Francia.

## Estadísticas

### Clubes
Actualizado al último partido disputado el 3 de noviembre de 2024.
| Club                                | Div.          | Temporada     | Liga  | Liga  | Copas nacionales | Copas nacionales | Copas internacionales | Copas internacionales | Total | Total |
| Club                                | Div.          | Temporada     | Part. | Goles | Part.            | Goles            | Part.                 | Goles                 | Part. | Goles |
| ----------------------------------- | ------------- | ------------- | ----- | ----- | ---------------- | ---------------- | --------------------- | --------------------- | ----- | ----- |
| Toulouse F. C. II Francia           | 5.ª           | 2017-18       | 1     | 0     | ―                | ―                | ―                     | ―                     | 1     | 0     |
| Toulouse F. C. II Francia           | 5.ª           | 2018-19       | 18    | 4     | ―                | ―                | ―                     | ―                     | 18    | 4     |
| Toulouse F. C. II Francia           | 5.ª           | 2019-20       | 14    | 4     | ―                | ―                | ―                     | ―                     | 14    | 4     |
| Toulouse F. C. II Francia           | 5.ª           | 2020-21       | 1     | 0     | ―                | ―                | ―                     | ―                     | 1     | 0     |
| Toulouse F. C. II Francia           | Total club    | Total club    | 34    | 8     | 0                | 0                | 0                     | 0                     | 34    | 8     |
| Toulouse F. C. Francia              | 1.ª           | 2018-19       | 1     | 0     | 0                | 0                | ―                     | ―                     | 1     | 0     |
| Toulouse F. C. Francia              | 1.ª           | 2019-20       | 1     | 0     | 3                | 0                | ―                     | ―                     | 4     | 0     |
| Toulouse F. C. Francia              | 2.ª           | 2020-21       | 12    | 2     | 4                | 1                | ―                     | ―                     | 16    | 3     |
| Toulouse F. C. Francia              | 2.ª           | 2021-22       | 35    | 8     | 2                | 0                | —                     | —                     | 37    | 8     |
| Toulouse F. C. Francia              | 1.ª           | 2022-23       | 1     | 0     | —                | —                | —                     | —                     | 1     | 0     |
| Toulouse F. C. Francia              | Total club    | Total club    | 50    | 10    | 9                | 1                | 0                     | 0                     | 59    | 11    |
| Borussia Mönchengladbach · Alemania | 1.ª           | 2022-23       | 20    | 1     | 1                | 0                | ―                     | ―                     | 21    | 1     |
| Borussia Mönchengladbach · Alemania | 1.ª           | 2023-24       | 32    | 5     | 4                | 1                | ―                     | ―                     | 36    | 6     |
| Borussia Mönchengladbach · Alemania | 1.ª           | 2024-25       | 6     | 0     | 2                | 0                | ―                     | ―                     | 8     | 0     |
| Borussia Mönchengladbach · Alemania | Total club    | Total club    | 58    | 6     | 7                | 1                | 0                     | 0                     | 65    | 7     |
| Total carrera                       | Total carrera | Total carrera | 142   | 24    | 16               | 2                | 0                     | 0                     | 158   | 26    |

## Palmarés

### Títulos nacionales
| Título  | Club           | País    | Año  |
| ------- | -------------- | ------- | ---- |
| Ligue 2 | Toulouse F. C. | Francia | 2022 |